# 王三錫 (嘉靖乙丑四川進士)
王三錫（1542年—？年），字用懷，號華巒，四川成都府內江縣人，軍籍，治《書經》。

## 生平
十一月初八日生，行一，由縣學生中式四川鄉試第十九名舉人，會試中式第三百二十九名。年二十四歲中式嘉靖四十四年乙丑科（1565年）第三甲第二百六十三名進士。户部观政，四十五年六月授咸阳知县，十一月调洛川县，隆慶四年（1570年）二月復除諸城县，五年二月升户部主事，万历三年（1575年）十二月升管粮郎中，五年正月升南昌知府，八年十月升福建運使，十一年九月降乾州知州，十二年二月升西安府同知，十四年正月致仕。

## 家族
曾祖王加茂；祖王登雲；父王一陽，累封知府；母趙氏，累赠恭人；继母田氏。重慶下，妻胡氏，弟三命（庠生）；廷鍚；永鍚；申鍚；蔭錫（庠生）。